# Ведерингтон (Охајо)
Ведерингтон (енгл. Wetherington) насељено је место без административног статуса у америчкој савезној држави Охајо.

## Демографија
По попису из 2010. године број становника је 1.302, што је 292 (28,9%) становника више него 2000. године.
| Група             | 2000.       | 2010.         |
| Белци             | 940 (93,1%) | 1.157 (88,9%) |
| Афроамериканци    | 28 (2,8%)   | 36 (2,8%)     |
| Азијати           | 16 (1,6%)   | 75 (5,8%)     |
| Хиспаноамериканци | 16 (1,6%)   | 24 (1,8%)     |
| Укупно            | 1.010       | 1.302         |